# Luzskij rajon
Il Luzskij rajon (in russo Лузский район?) è un rajon dell'Oblast' di Kirov, nella Russia europea, il cui capoluogo è Luza. Istituito nel 1941, ricopre una superficie di 5.360 chilometri quadrati.